# Renault Clio
De Renault Clio is een compacte auto uit de economyklasse van de Franse autofabrikant Renault. De Clio is sinds 1990 op de markt en sinds 2019 wordt de vijfde generatie geproduceerd. De Clio staat bekend om zijn zuinigheid en kleine afmetingen wat hem een veelgebruikte auto maakt in het stadsverkeer. Zowel in 1991 als in 2006 won de Clio de prijs 'Auto van het Jaar'. De Clio wordt in Japan verkocht onder de naam Renault Lutécia omdat de fabrikant Honda de rechten bezit voor de naam Clio.

## Algemeen

### Geschiedenis
De Clio is in 1990 geïntroduceerd als de opvolger van de Renault 5. De tweede generatie werd in 1998 gelanceerd, de derde in 2005, de vierde in 2012 en de vijfde generatie in 2019. De Clio was erg belangrijk voor Renault, dat in de jaren 1980 in zware financiële problemen kwam. Mede door het grote succes van dit model kwam het merk er weer bovenop. De Clio is als drie of vijfdeurs hatchback of in sommige landen als vierdeurs sedan verkrijgbaar. Sinds het voorjaar van 2007 is van de huidige derde generatie Clio ook een stationversie leverbaar.
Na de introductie is de Renault 5 naast de Clio tot in 1996 op de markt gebleven als 5 Campus.
De Clio viel vanaf de introductie vooral op door het bieden van relatief veel comfort, een rijk uitrustingsniveau en luxe afwerking. Iets wat in die tijd behoorlijk ongewoon was voor de compacte klasse. Mede hierdoor werd de Clio in 199] verkozen tot auto van het jaar. Om dit te vieren heeft Renault een speciaal actiemodel uitgebracht: de "Clio S".
Later is de derde generatie van de Clio in 2006 opnieuw auto van het jaar geworden.
Ook zijn er door de jaren heen veel sportieve versies van de Clio uitgebracht. Van de eerste generatie zijn dit de: Clio S, Clio RSI, Clio 16V en de zeldzame Clio Williams.
Van de tweede generatie zijn dit de Clio RS-172 en later de RS-182 welke naast 10 pk extra aan vermogen wat lichter in gewicht is gemaakt. Het topmodel was de Clio V6 met achterwielaandrijving.
De eerste sportieve versie van de huidige derde generatie heet de "Clio-Sport". Van dit model is ook een circuitversie leverbaar met fabrieks-af ingebouwde rolkooi. Deze heet de Renault Clio Sport F1 Team R27. Sinds de facelift in 2009 heet het sportieve topmodel weer simpelweg "RS".
Met de Clio werd ook geracet, zoals in de Renault Clio Cup, de Renault Clio V6 Cup
(Een speciale cup voor de Renault Clio V6) en in rally's met de Renault Clio Super 1600.
In Japan werd de Clio verkocht als Renault Lutécia. In sommige markten werd ook een sedan-versie verkocht met de namen Clio Symbol, Clio Sedan of met de naam Renault Thalia. In sommige Latijns-Amerikaanse landen werd die sedan ook verkocht als Nissan Platina.

## Clio I 1990-1998

### Phase I
Op de Parijse motorshow van 1990 werd de eerste generatie Clio als opvolger van de Renault 5 gelanceerd. Het model was leverbaar in verschillende uitvoeringen en met verschillende motoren, zowel benzine als diesel. Van de eerste generatie Clio zijn een aantal sportieve varianten op de markt gebracht zoals de 1.8i RSi, 1.8i 16V en de 2.0i 16V Williams. Er was een zeer luxueuze uitvoering, de Bacarra, die onder meer standaard geleverd werd met een lederen interieur en airconditioning.

### Phase II
In 1994 kreeg de Clio een kleine opfrisbeurt. Zo werd er een andere frontgril gemonteerd en kwamen er andere achterlichten. Ook de logo’s op de achterklep kregen een andere plaats. Vanaf 1995 kwamen werden de typebeschrijvingen gewijzigd. In plaats van RL, RN of RT kreeg de Clio namen als de Chipie, Symbol, Be Bop of Mexx.

### Phase III
Alweer een jaar later kwam er een grote facelift. De koplampen kregen een andere vorm, er kwam een geïntegreerde derde remlicht in de achterklep en er kwamen een aantal uitvoeringen bij zoals de Palette, de Oasis, Fidji en de Alizé. De Williams en de 16V zijn vanaf dit model niet meer leverbaar geweest.

## Geleverde motoren
Gegevens van de basismodellen:

#### Benzinemotoren
| Clio Hatchback   | Clio Hatchback | Clio Hatchback | Clio Hatchback | Clio Hatchback | Clio Hatchback | Clio Hatchback | Clio Hatchback | Clio Hatchback |
| Type             | Motor          | Motor          | Motor          | Vermogen       | Koppel         | 0–100 km/h     | Topsnelheid    | Jaartal        |
| Type             | Inhoud         | Cilinders      | Kleppen        | Vermogen       | Koppel         | 0–100 km/h     | Topsnelheid    | Jaartal        |
| ---------------- | -------------- | -------------- | -------------- | -------------- | -------------- | -------------- | -------------- | -------------- |
| 1.2              | 1.239 cm³      | 4-in-lijn      | 8V             | 54 pk          | 90 Nm          | 14,5 s         | 150 km/h       | 1995 - 1996    |
| 1.2              | 1.171 cm³      | 4-in-lijn      | 8V             | 60 pk          | 85 Nm          | 15,2 s         | 155 km/h       | 1990 - 1994    |
| 1.2              | 1.171 cm³      | 4-in-lijn      | 8V             | 60 pk          | 88 Nm          | 15,2 s         | 155 km/h       | 1994 - 1996    |
| 1.2              | 1.149 cm³      | 4-in-lijn      | 8V             | 60 pk          | 93 Nm          | 13,5 s         | 160 km/h       | 1996 - 1998    |
| 1.4              | 1.390 cm³      | 4-in-lijn      | 8V             | 80 pk          | 107 Nm         | 11,2 s         | 175 km/h       | 1990 - 1998    |
| 1.8              | 1.794 cm³      | 4-in-lijn      | 8V             | 95 pk          | 142 Nm         | 9,9 s          | 185 km/h       | 1991 - 1994    |
| 1.8 16V RSI      | 1.794 cm³      | 4-in-lijn      | 16V            | 110 pk         | 155 Nm         | 8,9 s          | 195 km/h       | 1993 - 1996    |
| 1.8 RSI          | 1.783 cm³      | 4-in-lijn      | 8V             | 110 pk         | 150 Nm         | 8,9 s          | 195 km/h       | 1996 - 1997    |
| 1.8 16V          | 1.794 cm³      | 4-in-lijn      | 16V            | 137 pk         | 158 Nm         | 8,0 s          | 209 km/h       | 1991 - 1996    |
| 2.0 16V Williams | 1.998 cm³      | 4-in-lijn      | 16V            | 150 pk         | 175 Nm         | 7,8 s          | 215 km/h       | 1993 - 1996    |

#### Dieselmotoren
| Clio Hatchback | Clio Hatchback | Clio Hatchback | Clio Hatchback | Clio Hatchback | Clio Hatchback | Clio Hatchback | Clio Hatchback | Clio Hatchback |
| Type           | Motor          | Motor          | Motor          | Vermogen       | Koppel         | 0–100 km/h     | Topsnelheid    | Jaartal        |
| Type           | Inhoud         | Cilinders      | Kleppen        | Vermogen       | Koppel         | 0–100 km/h     | Topsnelheid    | Jaartal        |
| -------------- | -------------- | -------------- | -------------- | -------------- | -------------- | -------------- | -------------- | -------------- |
| 1.9 d          | 1.870 cm³      | 4-in-lijn      | 8V             | 65 pk          | 118 Nm         | 14,8 s         | 161 km/h       | 1990 - 1998    |

## Clio II 1998-2009

### Phase I
In het voorjaar van 1998 kwam de volledig nieuwe Clio II op de markt. Net als de vorige Clio is deze leverbaar als een driedeurs en als een vijfdeurs hatchback. De Clio was veel ronder vormgegeven en had iets meer binnenruimte. Desondanks bleef de wielbasis gelijk. Wel groeide de Clio wat in de lengte en de breedte.
Nieuw was dat de Clio nu voorspatborden had van kunststof. Niet alleen vanwege de gewichtsreductie, maar ook waren deze bestand tegen lichte aanrijdingen wat door verzekeringsmaatschappijen werd toegejuicht.

### Phase II
In 2001 werd de Clio II grondig herzien om te kunnen concurreren met de succesvolle Peugeot 206. Zo kreeg het model andere koplampen, andere motorkap, andere bumpers, andere achterlichten en ging de antenne van voor naar achter. Ook het interieur werd aangepakt en kreeg een wat meer kwalitatievere indruk. Nieuw was de 1.5 dCi Common-rail dieselmotor.

### Phase III
In 2004 kwam er weer een lichte facelift. Dat model is te herkennen aan de iets andere bumpers. De brandstofmeter en de watertemperatuurmeter werden vervangen door een digitaal display.

### Phase IV
Ondanks dat inmiddels de Clio III op de markt was gebracht bleek er nog vraag te zijn naar de goedkopere Clio II. Net als indertijd met de Renault 5 werd daarom de Clio Campus geïntroduceerd die naast de Clio III tot 2009 in productie is geweest.

## Geleverde motoren
Gegevens van de basismodellen:

#### Benzinemotoren
| Clio Hatchback | Clio Hatchback | Clio Hatchback | Clio Hatchback | Clio Hatchback | Clio Hatchback | Clio Hatchback | Clio Hatchback | Clio Hatchback |
| Type           | Motor          | Motor          | Motor          | Vermogen       | Koppel         | 0–100 km/h     | Topsnelheid    | Jaartal        |
| Type           | Inhoud         | Cilinders      | Kleppen        | Vermogen       | Koppel         | 0–100 km/h     | Topsnelheid    | Jaartal        |
| -------------- | -------------- | -------------- | -------------- | -------------- | -------------- | -------------- | -------------- | -------------- |
| 1.2            | 1.149 cm³      | 4-in-lijn      | 8V             | 60 pk          | 93 Nm          | 15,0 s         | 160 km/h       | 1998 - 2009    |
| 1.2 16V        | 1.149 cm³      | 4-in-lijn      | 16V            | 75 pk          | 105 Nm         | 13,0 s         | 170 km/h       | 2001 - 2009    |
| 1.4            | 1.390 cm³      | 4-in-lijn      | 8V             | 75 pk          | 114 Nm         | 12,1 s         | 170 km/h       | 1998 - 2001    |
| 1.4 16V        | 1.390 cm³      | 4-in-lijn      | 16V            | 98 pk          | 127 Nm         | 10,5 s         | 186 km/h       | 2000 - 2009    |
| 1.6            | 1.598 cm³      | 4-in-lijn      | 8V             | 90 pk          | 131 Nm         | 10,6 s         | 181 km/h       | 1998 - 2000    |
| 1.6 16V        | 1.598 cm³      | 4-in-lijn      | 16V            | 110 pk         | 148 Nm         | 9,6 s          | 195 km/h       | 2000 - 2005    |
| 2.0 16V Sport  | 1.998 cm³      | 4-in-lijn      | 16V            | 169 pk         | 200 Nm         | 7,2 s          | 220 km/h       | 2000 - 2003    |
| 2.0 16V Sport  | 1.998 cm³      | 4-in-lijn      | 16V            | 179 pk         | 200 Nm         | 7,1 s          | 222 km/h       | 2004 - 2005    |
| 3.0 V6 Sport   | 2.946 cm³      | V6             | 24V            | 230 pk         | 300 Nm         | 6,4 s          | 235 km/h       | 2001 - 2003    |
| 3.0 V6 Sport   | 2.946 cm³      | V6             | 24V            | 255 pk         | 300 Nm         | 5,8 s          | 250 km/h       | 2003 - 2005    |

#### Dieselmotoren
| Clio Hatchback | Clio Hatchback | Clio Hatchback | Clio Hatchback | Clio Hatchback | Clio Hatchback | Clio Hatchback | Clio Hatchback | Clio Hatchback |
| Type           | Motor          | Motor          | Motor          | Vermogen       | Koppel         | 0–100 km/h     | Topsnelheid    | Jaartal        |
| Type           | Inhoud         | Cilinders      | Kleppen        | Vermogen       | Koppel         | 0–100 km/h     | Topsnelheid    | Jaartal        |
| -------------- | -------------- | -------------- | -------------- | -------------- | -------------- | -------------- | -------------- | -------------- |
| 1.9 d          | 1.870 cm³      | 4-in-lijn      | 8V             | 65 pk          | 120 Nm         | 15,4 s         | 160 km/h       | 1998 - 2001    |
| 1.5 dCi        | 1.461 cm³      | 4-in-lijn      | 8V             | 65 pk          | 160 Nm         | 15,0 s         | 162 km/h       | 2001 - 2008    |
| 1.9 dTi        | 1.870 cm³      | 4-in-lijn      | 8V             | 80 pk          | 160 Nm         | 12,8 s         | 174 km/h       | 2000 - 2002    |
| 1.5 dCi        | 1.461 cm³      | 4-in-lijn      | 8V             | 80 pk          | 185 Nm         | 12,2 s         | 175 km/h       | 2002 - 2005    |
| 1.5 dCi        | 1.461 cm³      | 4-in-lijn      | 8V             | 100 pk         | 205 Nm         | 10,6 s         | 185 km/h       | 2003 - 2005    |

## Clio III 2005-2013

### Phase I
In september 2005 kwam de volledig nieuwe Clio III op de markt. Net als de vorige Clio is deze leverbaar als een driedeurs en als een vijfdeurs hatchback. De Clio was langer en breder en had wederom meer binnenruimte. In 2006 was de Clio III Auto van Het Jaar. De 1.2 TCe motor vond in 2007 zijn weg naar de Clio en in 2008 werd de Clio ook als Estate leverbaar.

### Phase II
In 2009 werd de Clio III grondig herzien. Zo kreeg het model andere koplampen, andere bumpers en andere achterlichten. Ook het interieur werd aangepakt en kreeg een wat meer moderne indruk. Ook werd de naam van de snelle Renault Clio Sport veranderd in Clio RS.

## Geleverde motoren
Gegevens van de basismodellen:

#### Benzinemotoren
| Clio Hatchback | Clio Hatchback | Clio Hatchback | Clio Hatchback | Clio Hatchback | Clio Hatchback | Clio Hatchback | Clio Hatchback | Clio Hatchback |
| Type           | Motor          | Motor          | Motor          | Vermogen       | Koppel         | 0–100 km/h     | Topsnelheid    | Jaartal        |
| Type           | Inhoud         | Cilinders      | Kleppen        | Vermogen       | Koppel         | 0–100 km/h     | Topsnelheid    | Jaartal        |
| -------------- | -------------- | -------------- | -------------- | -------------- | -------------- | -------------- | -------------- | -------------- |
| 1.2            | 1.149 cm³      | 4-in-lijn      | 16V            | 65 pk          | 105 Nm         | 14,9 s         | 157 km/h       | 2005 - 2009    |
| 1.2            | 1.149 cm³      | 4-in-lijn      | 16V            | 75 pk          | 105 Nm         | 13,4 s         | 167 km/h       | 2005 - 2013    |
| 1.4 16V        | 1.390 cm³      | 4-in-lijn      | 16V            | 98 pk          | 127 Nm         | 11,3 s         | 183 km/h       | 2005 - 2008    |
| 1.2 TCe        | 1.149 cm³      | 4-in-lijn      | 16V            | 100 pk         | 145 Nm         | 11,0 s         | 184 km/h       | 2007 - 2013    |
| 1.6 16V        | 1.598 cm³      | 4-in-lijn      | 16V            | 112 pk         | 151 Nm         | 10,2 s         | 190 km/h       | 2005 - 2009    |
| 1.6 16V        | 1.598 cm³      | 4-in-lijn      | 16V            | 128 pk         | 155 Nm         | 9,3 s          | 197 km/h       | 2009 - 2012    |
| 2.0 16V        | 1.997 cm³      | 4-in-lijn      | 16V            | 140 pk         | 194 Nm         | 8,5 s          | 205 km/h       | 2005 - 2008    |
| 2.0 16V Sport  | 1.998 cm³      | 4-in-lijn      | 16V            | 197 pk         | 215 Nm         | 6,9 s          | 215 km/h       | 2006 - 2009    |
| 2.0 16V RS     | 1.998 cm³      | 4-in-lijn      | 16V            | 201 pk         | 215 Nm         | 6,9 s          | 225 km/h       | 2009 - 2013    |

| Clio Estate | Clio Estate | Clio Estate | Clio Estate | Clio Estate | Clio Estate | Clio Estate | Clio Estate | Clio Estate |
| Type        | Motor       | Motor       | Motor       | Vermogen    | Koppel      | 0–100 km/h  | Topsnelheid | Jaartal     |
| Type        | Inhoud      | Cilinders   | Kleppen     | Vermogen    | Koppel      | 0–100 km/h  | Topsnelheid | Jaartal     |
| ----------- | ----------- | ----------- | ----------- | ----------- | ----------- | ----------- | ----------- | ----------- |
| 1.2         | 1.149 cm³   | 4-in-lijn   | 16V         | 75 pk       | 105 Nm      | 13,6 s      | 167 km/h    | 2008 - 2012 |
| 1.2 TCe     | 1.149 cm³   | 4-in-lijn   | 16V         | 100 pk      | 145 Nm      | 11,2 s      | 184 km/h    | 2008 - 2013 |
| 1.6 16V     | 1.598 cm³   | 4-in-lijn   | 16V         | 112 pk      | 151 Nm      | 10,4 s      | 190 km/h    | 2008 - 2009 |
| 1.6 16V     | 1.598 cm³   | 4-in-lijn   | 16V         | 110 pk      | 151 Nm      | 12,4 s      | 186 km/h    | 2008 - 2012 |
| 1.6 16V     | 1.598 cm³   | 4-in-lijn   | 16V         | 128 pk      | 155 Nm      | 9,5 s       | 197 km/h    | 2009 - 2011 |

#### Dieselmotoren
| Clio Hatchback | Clio Hatchback | Clio Hatchback | Clio Hatchback | Clio Hatchback | Clio Hatchback | Clio Hatchback | Clio Hatchback | Clio Hatchback |
| Type           | Motor          | Motor          | Motor          | Vermogen       | Koppel         | 0–100 km/h     | Topsnelheid    | Jaartal        |
| Type           | Inhoud         | Cilinders      | Kleppen        | Vermogen       | Koppel         | 0–100 km/h     | Topsnelheid    | Jaartal        |
| -------------- | -------------- | -------------- | -------------- | -------------- | -------------- | -------------- | -------------- | -------------- |
| 1.5 dCi 70     | 1.461 cm³      | 4-in-lijn      | 8V             | 68 pk          | 160 Nm         | 15,2 s         | 162 km/h       | 2005 - 2008    |
| 1.5 dCi 85     | 1.461 cm³      | 4-in-lijn      | 8V             | 86 pk          | 200 Nm         | 12,7 s         | 174 km/h       | 2005 - 2009    |
| 1.5 dCi 85     | 1.461 cm³      | 4-in-lijn      | 8V             | 85 pk          | 220 Nm         | 12,7 s         | 174 km/h       | 2009 - 2011    |
| 1.5 dCi 85     | 1.461 cm³      | 4-in-lijn      | 8V             | 88 pk          | 200 Nm         | 11,0 s         | 182 km/h       | 2011 - 2013    |
| 1.5 dCi 105    | 1.461 cm³      | 4-in-lijn      | 8V             | 105 pk         | 240 Nm         | 11,1 s         | 190 km/h       | 2006 - 2010    |

| Clio Estate | Clio Estate | Clio Estate | Clio Estate | Clio Estate | Clio Estate | Clio Estate | Clio Estate | Clio Estate |
| Type        | Motor       | Motor       | Motor       | Vermogen    | Koppel      | 0–100 km/h  | Topsnelheid | Jaartal     |
| Type        | Inhoud      | Cilinders   | Kleppen     | Vermogen    | Koppel      | 0–100 km/h  | Topsnelheid | Jaartal     |
| ----------- | ----------- | ----------- | ----------- | ----------- | ----------- | ----------- | ----------- | ----------- |
| 1.5 dCi 85  | 1.461 cm³   | 4-in-lijn   | 8V          | 85 pk       | 220 Nm      | 13,4 s      | 174 km/h    | 2009 - 2011 |
| 1.5 dCi 85  | 1.461 cm³   | 4-in-lijn   | 8V          | 88 pk       | 200 Nm      | 11,2 s      | 176 km/h    | 2011 - 2013 |
| 1.5 dCi 105 | 1.461 cm³   | 4-in-lijn   | 8V          | 105 pk      | 240 Nm      | 11,6 s      | 186 km/h    | 2009 - 2010 |

## Clio IV 2012 - 2019

### Phase I
Onder de kap schuilt voor het eerst een 898 cc grote Energy TCe met 90 pk en 135 Nm die 4,3 liter per 100 km verbruikt, de CO2-uitstoot ligt op 99 g/km. Er is ook een dieseluitvoering beschikbaar, deze versie heeft een 1,5 liter grote Energy dCi 90 met 90 pk en 230 Nm aan boord. Die zou gemiddeld 3,2 liter verbruiken en 83 g/km CO2 uitstoten. Naast handmatig schakelen bestaat er in de vierde generatie van deze Clio een automatische EDC-versnellingsbak met zes versnellingen. De nieuwste motor is een 1.2 TCe met 120 pk. Die heeft een koppel van 190 Nm en werd begin 2013 geïntroduceerd. De Clio is alleen als vijfdeurs hatchback en estate geleverd.

### Phase II
In 2016 kreeg de Clio een kleine facelift, hierbij werden het uiterlijk en de leverbare uitrustingsniveaus aangepast. De Clio is leverbaar in de Life, Zen, Limited, Intens, Bose en Initiale Paris. De Clio is met LED Pure Vision koplampen uitgerust en Easy Park Assist waarmee de auto zelf kan inparkeren. Het zelfstandig inparkeren is voorbehouden aan de duurdere uitvoeringen. 

## Geleverde motoren
Gegevens van de basismodellen:

#### Benzinemotoren
| Clio Hatchback    | Clio Hatchback | Clio Hatchback | Clio Hatchback | Clio Hatchback | Clio Hatchback | Clio Hatchback | Clio Hatchback | Clio Hatchback |
| Type              | Motor          | Motor          | Motor          | Vermogen       | Koppel         | 0–100 km/h     | Topsnelheid    | Jaartal        |
| Type              | Inhoud         | Cilinders      | Kleppen        | Vermogen       | Koppel         | 0–100 km/h     | Topsnelheid    | Jaartal        |
| ----------------- | -------------- | -------------- | -------------- | -------------- | -------------- | -------------- | -------------- | -------------- |
| 0.9 TCe           | 898 cm³        | 3-in-lijn      | 12V            | 90 pk          | 135 Nm         | 12,2 s         | 185 km/h       | 2012 - 2016    |
| 0.9 TCe           | 898 cm³        | 3-in-lijn      | 12V            | 90 pk          | 140 Nm         | 12,2 s         | 180 km/h       | 2016 - 2019    |
| 1.2 TCe           | 1.197 cm³      | 4-in-lijn      | 16V            | 120 pk         | 190 Nm         | 9,4 s          | 199 km/h       | 2012 - 2016    |
| 1.2 TCe           | 1.197 cm³      | 4-in-lijn      | 16V            | 120 pk         | 205 Nm         | 9,0 s          | 199 km/h       | 2016 - 2018    |
| 1.6 TCe RS        | 1.618 cm³      | 4-in-lijn      | 16V            | 200 pk         | 240 Nm         | 6,7 s          | 230 km/h       | 2013 - 2015    |
| 1.6 TCe RS        | 1.618 cm³      | 4-in-lijn      | 16V            | 200 pk         | 260 Nm         | 6,7 s          | 230 km/h       | 2016 - 2018    |
| 1.6 TCe RS Trophy | 1.618 cm³      | 4-in-lijn      | 16V            | 220 pk         | 280 Nm         | 6,6 s          | 235 km/h       | 2015 - 2018    |

| Clio Estate | Clio Estate | Clio Estate | Clio Estate | Clio Estate | Clio Estate | Clio Estate | Clio Estate | Clio Estate |
| Type        | Motor       | Motor       | Motor       | Vermogen    | Koppel      | 0–100 km/h  | Topsnelheid | Jaartal     |
| Type        | Inhoud      | Cilinders   | Kleppen     | Vermogen    | Koppel      | 0–100 km/h  | Topsnelheid | Jaartal     |
| ----------- | ----------- | ----------- | ----------- | ----------- | ----------- | ----------- | ----------- | ----------- |
| 0.9 TCe     | 898 cm³     | 3-in-lijn   | 12V         | 90 pk       | 135 Nm      | 12,2 s      | 185 km/h    | 2012 - 2016 |
| 0.9 TCe     | 898 cm³     | 3-in-lijn   | 12V         | 90 pk       | 140 Nm      | 12,2 s      | 180 km/h    | 2016 - 2020 |
| 1.2 TCe     | 1.197 cm³   | 4-in-lijn   | 16V         | 120 pk      | 190 Nm      | 9,4 s       | 199 km/h    | 2012 - 2016 |
| 1.2 TCe     | 1.197 cm³   | 4-in-lijn   | 16V         | 120 pk      | 205 Nm      | 9,0 s       | 199 km/h    | 2016 - 2018 |

#### Dieselmotoren
| Clio Hatchback | Clio Hatchback | Clio Hatchback | Clio Hatchback | Clio Hatchback | Clio Hatchback | Clio Hatchback | Clio Hatchback | Clio Hatchback |
| Type           | Motor          | Motor          | Motor          | Vermogen       | Koppel         | 0–100 km/h     | Topsnelheid    | Jaartal        |
| Type           | Inhoud         | Cilinders      | Kleppen        | Vermogen       | Koppel         | 0–100 km/h     | Topsnelheid    | Jaartal        |
| -------------- | -------------- | -------------- | -------------- | -------------- | -------------- | -------------- | -------------- | -------------- |
| 1.5 dCi 90     | 1.461 cm³      | 4-in-lijn      | 8V             | 90 pk          | 220 Nm         | 12,1 s         | 180 km/h       | 2012 - 2016    |
| 1.5 dCi 90     | 1.461 cm³      | 4-in-lijn      | 8V             | 90 pk          | 220 Nm         | 12,0 s         | 180 km/h       | 2016 - heden   |
| 1.5 dCi 110    | 1.461 cm³      | 4-in-lijn      | 8V             | 110 pk         | 260 Nm         | 11,2 s         | 194 km/h       | 2016 - 2018    |

| Clio Estate | Clio Estate | Clio Estate | Clio Estate | Clio Estate | Clio Estate | Clio Estate | Clio Estate | Clio Estate  |
| Type        | Motor       | Motor       | Motor       | Vermogen    | Koppel      | 0–100 km/h  | Topsnelheid | Jaartal      |
| Type        | Inhoud      | Cilinders   | Kleppen     | Vermogen    | Koppel      | 0–100 km/h  | Topsnelheid | Jaartal      |
| ----------- | ----------- | ----------- | ----------- | ----------- | ----------- | ----------- | ----------- | ------------ |
| 1.5 dCi 90  | 1.461 cm³   | 4-in-lijn   | 8V          | 90 pk       | 220 Nm      | 12,1 s      | 180 km/h    | 2012 - 2016  |
| 1.5 dCi 90  | 1.461 cm³   | 4-in-lijn   | 8V          | 90 pk       | 220 Nm      | 12,0 s      | 180 km/h    | 2016 - heden |
| 1.5 dCi 110 | 1.461 cm³   | 4-in-lijn   | 8V          | 110 pk      | 260 Nm      | 11,2 s      | 194 km/h    | 2016 - 2018  |

## Clio V 2019-heden
De vijfde generatie van de Clio werd voorgesteld op het Autosalon van Genève in 2019. De wagen werd ontworpen op het nieuwe modulaire CMF-B-platform, dat voor het eerst de optie van een hybride aandrijflijn mogelijk maakt. De E-Tech hybride aandrijflijn combineert een 1,6-liter benzinemotor met twee elektromotoren, een multi-mode versnellingsbak en een 1,2 kWh-accu. Het conventionele motorenaanbod omvat naast benzinemotoren een Blue dCi dieselmotor en een benzinemotor met LPG.
Het interieur maakt gebruikt van materialen van hogere kwaliteit, sportieve zetels, een touchscreen en een aanpasbaar instrumentenpaneel. Verder zijn onder andere LED-koplampen, handsfree parkeren, rijstrookassistent, verkeersbordherkenning, dodehoekwaarschuwing en een automatische noodrem beschikbaar.
De Clio V wordt aangeboden in de volgende uitvoeringen: Life, Zen, Limited#3, Intens, R.S.Line en Initiale Paris.

## Geleverde motoren
Gegevens van de basismodellen in België:

#### Benzinemotoren
| Clio Hatchback | Clio Hatchback | Clio Hatchback | Clio Hatchback | Clio Hatchback | Clio Hatchback | Clio Hatchback | Clio Hatchback | Clio Hatchback |
| Type           | Motor          | Motor          | Motor          | Vermogen       | Koppel         | 0–100 km/h     | Topsnelheid    | Jaartal        |
| Type           | Inhoud         | Cilinders      | Kleppen        | Vermogen       | Koppel         | 0–100 km/h     | Topsnelheid    | Jaartal        |
| -------------- | -------------- | -------------- | -------------- | -------------- | -------------- | -------------- | -------------- | -------------- |
| SCe 65         | 999 cm³        | 3-in-lijn      | 12V            | 67 pk          | 95 Nm          | 17,1 s         | 160 km/h       | 2021 - heden   |
| SCe 75         | 999 cm³        | 3-in-lijn      | 12V            | 72 pk          | 95 Nm          | 16,4 s         | 162 km/h       | 2019 - 2020    |
| TCe 90         | 999 cm³        | 3-in-lijn      | 12V            | 90 pk          | 160 Nm         | 12,2 s         | 180 km/h       | 2020 - heden   |
| TCe 100 LPG    | 999 cm³        | 3-in-lijn      | 12V            | 100 pk         | 160 Nm         | 11,8 s         | 188 km/h       | 2019 - heden   |
| TCe 130        | 1333 cm³       | 4-in-lijn      | 16V            | 130 pk         | 240 Nm         | 9,0 s          | 200 km/h       | 2019 - 2020    |

#### Dieselmotoren
| Clio Hatchback | Clio Hatchback | Clio Hatchback | Clio Hatchback | Clio Hatchback | Clio Hatchback | Clio Hatchback | Clio Hatchback | Clio Hatchback |
| Type           | Motor          | Motor          | Motor          | Vermogen       | Koppel         | 0–100 km/h     | Topsnelheid    | Jaartal        |
| Type           | Inhoud         | Cilinders      | Kleppen        | Vermogen       | Koppel         | 0–100 km/h     | Topsnelheid    | Jaartal        |
| -------------- | -------------- | -------------- | -------------- | -------------- | -------------- | -------------- | -------------- | -------------- |
| Blue dCi 85    | 1.461 cm³      | 4-in-lijn      | 8V             | 85 pk          | 220 Nm         | 14,0 s         | 174 km/h       | 2019 - 2020    |
| Blue dCi 100   | 1.461 cm³      | 4-in-lijn      | 8V             | 100 pk         | 260 Nm         | 11,4 s         | 188 km/h       | 2021 - heden   |
| Blue dCi 115   | 1.461 cm³      | 4-in-lijn      | 8V             | 115 pk         | 260 Nm         | 9,9 s          | 197 km/h       | 2019 - 2020    |

#### Hybride
| Clio Hatchback | Clio Hatchback | Clio Hatchback | Clio Hatchback | Clio Hatchback | Clio Hatchback | Clio Hatchback | Clio Hatchback | Clio Hatchback |
| Type           | Motor          | Motor          | Motor          | Vermogen       | Koppel         | 0–100 km/h     | Topsnelheid    | Jaartal        |
| Type           | Inhoud         | Cilinders      | Kleppen        | Vermogen       | Koppel         | 0–100 km/h     | Topsnelheid    | Jaartal        |
| -------------- | -------------- | -------------- | -------------- | -------------- | -------------- | -------------- | -------------- | -------------- |
| E-Tech Hybrid  | 1.598 cm³      | 4-in-lijn      | 16V            | 140 pk         | 144/205 Nm     | 9,9 s          | 180 km/h       | 2019 - heden   |

## Verkoopcijfers in Nederland vanaf 1990
| Jaar   | Aantal |
| ------ | ------ |
| 1990   | 466    |
| 1991   | 9673   |
| 1992   | 8904   |
| 1993   | 7452   |
| 1994   | 6527   |
| 1995   | 5729   |
| 1996   | 5070   |
| 1997   | 4309   |
| 1998   | 7971   |
| 1999   | 9481   |
| 2000   | 7515   |
| 2001   | 7601   |
| 2002   | 9584   |
| 2003   | 6487   |
| 2004   | 5700   |
| 2005   | 4135   |
| 2006   | 8610   |
| 2007   | 7999   |
| 2008   | 7295   |
| 2009   | 5250   |
| 2010   | 5395   |
| 2011   | 7123   |
| 2012   | 5063   |
| 2013   | 12167  |
| 2014   | 14720  |
| 2015   | 17062  |
| 2016   | 10721  |
| 2017   | 11769  |
| 2018   | 12023  |
| 2019   | 9056   |
| 2020   | 7590   |
| Totaal | 249056 |

In productie:
5 E-Tech · 
Arkana · 
Austral · 
Captur · 
Clio · 
Espace · 
Kadjar · 
Kangoo · 
Koleos · 
Master · 
Mégane · 
Mégane E-Tech · 
Rafale · 
Scenic E-Tech · 
Symbioz · 
Symbol · 
Trafic · 
Twingo · 
Twingo Electric · 
Zoe

Uit productie:
3 · 
4 · 
5 · 
6 · 
7 · 
8 · 
9 · 
10 · 
11 · 
12 · 
14 · 
15 · 
16 · 
17 · 
18 · 
19 · 
20 · 
21 · 
25 · 
30 · 
2CV · 
4CV · 
Avantime · 
Caravelle · 
Dauphine · 
Domaine · 
Estafette ·
Express · 
Floride · 
Fluence ·
Frégate · 
Fuego · 
Juvaquatre ·
Laguna · 
Latitude · 
Modus · 
Nervastella · 
Novaquatre · 
Ondine · 
Prairie · 
Primaquatre · 
Rodeo · 
Safrane · 
Savanne · 
Scénic · 
Spider · 
Talisman · 
Thalia · 
Twizy · 
Vel Satis · 
Vivasport · 
Vivastella · 
Wind